# Maximos V. Hakim

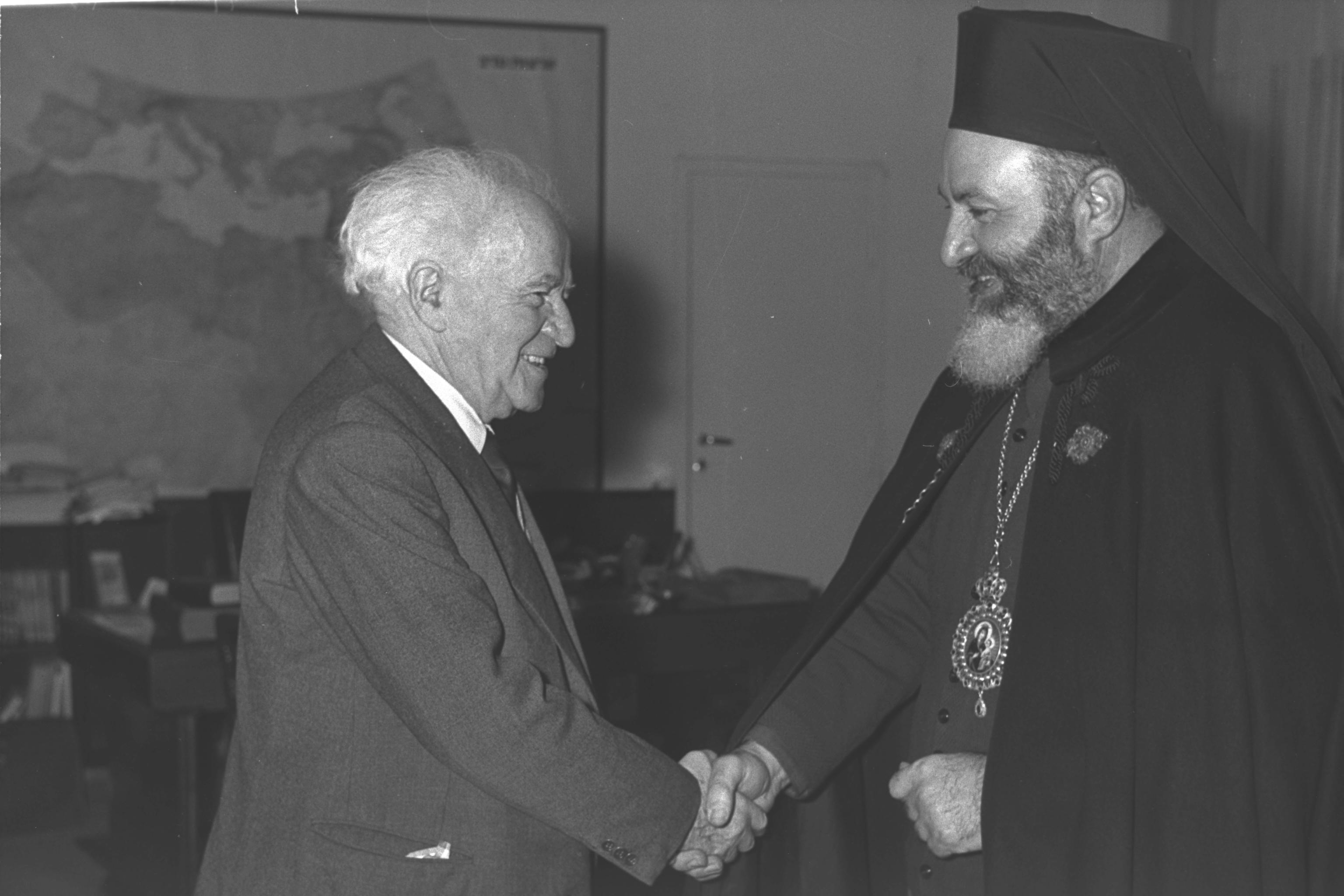
David Ben-Gurion und George Hakim im Jahr 1960

Maximos V. Hakim, Taufname George Selim Hakim (* 18. Mai 1908 in Tanta, Ägypten; † 29. Juni 2001 in Beirut, Libanon) war Patriarch von Antiochia der Melkitisch Griechisch-Katholischen Kirche.

## Leben
Hakim stammte aus einer Einwandererfamilie aus Aleppo. Er besuchte das jesuitisch-französische Collège de la Sainte Famille in Kairo und studierte am Seminar St. Anna in Jerusalem. In der St.-Anna-Basilika empfing er am 20. Juli 1930 die Priesterweihe durch den Erzbischof von Tyros, Maximos IV. Sayegh MSP.
1943 wurde er zum Bischof von Eparchie Akka (französisch Saint-Jean d’Acre) („Bischof von Akkon, Haifa, Nazareth und ganz Galiläa“) mit Bischofssitz in Haifas Prophet-Elija-Kathedrale ernannt. Am 13. Juni 1943 empfing er durch Patriarch Kyrillos IX. Moghabghab in Kairo die Bischofsweihe; Mitkonsekratoren waren die Weihbischöfe Dionysios Kfoury BS und Pierre Kamel Medawar MSP. 
1949 gelang es ihm, im Gespräch mit der israelischen Militärverwaltung, die in der Nakba von der israelischen Armee in den Libanon vertriebenen griechisch-katholischen Bewohner des nordisraelischen Dorfes Eilaboun wieder in ihr Heimatdorf zurückzuführen. Die israelische Administration war damit einverstanden, weil die Christen von Eilaboun als überzeugte Antikommunisten galten.
1964 erfolgte die Ernennung zum Erzbischof. Er nahm an allen vier Sitzungsperioden des Zweiten Vatikanischen Konzils als Konzilsvater teil. Am 22. November 1967 wurde er von der Synode der Melkitisch Griechisch-Katholischen Kirche in Ain Traz zum Patriarchen gewählt.
Außerdem war Maximos V. Hakim Protektor des Ordens der Byzantinischen Ritter vom Heiligen Grab. Er war Großmeister des von seinem Vorgänger gegründeten Patriarchalischen Ordens vom Heiligen Kreuz zu Jerusalem.
Im Alter von 92 Jahren gab er am 22. November 2000 sein Amt an Gregor III. Laham ab. Er starb ein halbes Jahr später 93-jährig in Beirut.